# Большая (балка)
Большая (Придорожный овраг) — балка в Воронежской области России. Начинается у села Первомайское, оканчивается на левом берегу реки Богучарки в 45 км от её устья у села Писаревка. В нижней части справа к балке примыкает балка Солёный Яр.
По балке происходит временный сток воды. Длина водотока — 21 км, площадь водосборного бассейна — 144 км².

## Данные водного реестра
В данных государственного водного реестра России записан, как река оврага Придорожный (Большой), относится к Донскому бассейновому округу, водохозяйственный участок реки — Дон от города Павловск и до устья реки Хопёр, без реки Подгорная, речной подбассейн реки — бассейны притоков Дона до впадения Хопра. Речной бассейн реки — Дон (российская часть бассейна).
Код объекта в государственном водном реестре — 05010101212107000004706.

## Исторические сведения
Данная балка, как овраг Подорожной, была обозначена на плане генерального межевания Богучарского уезда Воронежской губернии конца XVIII века.